# 黄海昆
黄海昆（1965年1月—），男，汉族，广西贵港人，中华人民共和国政治人物，中国共产党党员，第十三届全国人民代表大会广西壮族自治区代表。曾任福建省公安厅厅长，党委书记，福建省人民政府副省长，中共福建省委常委，省委政法委书记。现任福建省政协副主席，党组副书记，福建省法学会会长。

## 生平
1987年毕业于广西师范学院化学系化学专业；2002年9月，任陆川县人民政府县长；2004年12月，任中共北流市委书记；
2016年8月，任钦州市人民政府市长；2018年2月，任中共玉林市委书记。
2018年，被选为广西壮族自治区出席第十三届全国人民代表大会代表。
2021年5月，任福建省副省长。2021年7月，任福建省公安厅厅长。
2023年1月7日，任中共福建省委常委，同日免去福建省副省长职务。2023年1月16日，任中共福建省委政法委书记。
2025年1月16日，当选为十三届福建省政协副主席。